# Gravity Records
Gravity Records es un influyente sello discográfico independiente de San Diego, California. Se formó en 1991 por Matt Anderson, miembro de la banda post-hardcore Heroin. Ha sido fundamental en el desarrollo y la promoción del post-hardcore y del hardcore punk en dicha ciudad. Se asocia además con la primera ola de screamo. También se le relaciona al desarrollo del rock experimental y el indie rock en California.

## Bandas
A continuación una lista de bandas que ha creado música bajo este sello musical:
| - Angel Hair - Antioch Arrow - Black Dice - Black Heart Procession - Born Against - Clikatat Ikatowi - Crom-Tech - A Day Called Zero - Earthless - Evergreen - Fisticuffs Bluff - The Fucking Angels - Get Hustle - Heroin - Huggy Bear - John Henry West - Lava - The Locust - Man Is the Bastard - Men's Recovery Project | - Mohinder - Monorchid - Physics - The Rapture - Sea of Tombs - Second Story Window - The Spacewurm - Spacehorse - Stacatto Reads - Three Mile Pilot - Tristeza - Universal Order of Armageddon - Unwound - The V.S.S. - Vicious Ginks - Young Ginns |